# Hlavenec
Hlavenec település Csehországban, a Kelet-prágai járásban. Hlavenec Brandýs nad Labem-Stará Boleslav, Kostelní Hlavno, Lhota, Sudovo Hlavno, Skorkov és Tuřice településekkel határos. Lakosainak száma 521 fő (2024. január 1.).

## Népesség
A település lakosságának változását az alábbi diagram mutatja:
| Lakosok száma | 382  | 406  | 466  | 377  | 274  | 311  | 390  | 400  | 445  | 521  |
|               | 1869 | 1890 | 1921 | 1950 | 1980 | 2001 | 2017 | 2019 | 2022 | 2024 |